# 奥山清治
奥山 清治（おくやま せいじ、1876年（明治9年）11月30日 - 1965年（昭和40年）5月17日）は、日本の外交官。駐ギリシャ公使。

## 経歴
山形県出身。1903年（明治36年）、東京帝国大学法科大学独法科を卒業し、翌年に外交官及領事官試験合格した。シンガポール領事官補、オーストリア公使館三等書記官、外務省参事官、ロシア大使館一等書記官、外務省人事課長、同文書課長、国際連盟事務局次長、駐ギリシャ公使を務めた。
退官後は国際連盟協会主事を務めた後、満州国駐日大使館最高顧問となった。